# Rush HD
Rush HD är en amerikansk TV-kanal som visar extremsporter som snowboarding, surfing och cliff diving. Kanalen sänder i upplösningen 1080i.